# Russi Taylor
Russell Taylor, detta Russi (Cambridge, 4 maggio 1944 – Los Angeles, 26 luglio 2019), è stata una doppiatrice statunitense.

## Biografia
Dal 1980, Russi Taylor ha prestato la propria voce per più di cento ruoli in produzioni cinematografiche e televisive. Tra gli altri ha doppiato Qui, Quo e Qua e Gaia nella serie DuckTales - Avventure di paperi, Minni in quasi tutti i cartoni animati e videogiochi in cui è comparsa, (oltre ad aver doppiato l'urlo di Paperina in Fantasia 2000), Martin Prince, Üter Zörker e Sherri e Terri nella serie I Simpson e Gonzo in Muppet Babies. Inoltre ha lavorato ne I Puffi, Gli Antenati, Babe - Maialino coraggioso e Kim Possible.
Dopo il divorzio dal marito, il compositore Robert Young, dal 1991 sino alla morte avvenuta il 18 maggio 2009, è stata sposata con Wayne Allwine, doppiatore per trentadue anni del personaggio di Topolino.
Muore il 26 luglio 2019 all'età di 75 anni per un tumore al colon.

## Doppiaggio (parziale)
- I Puffi - serie TV (1981-1989)
- Muppet Babies - serie TV (1984-1991)
- DuckTales - Avventure di paperi - serie TV (1987-1990)
- Chi ha incastrato Roger Rabbit (1988)
- I Simpson - serie TV, 193 episodi (1990-2019)
- Zio Paperone alla ricerca della lampada perduta (1990)
- Bianca e Bernie nella terra dei canguri (1990)
- Babe - Maialino coraggioso (1995)
- Timon e Pumbaa - serie TV, 1 episodio (1996)
- I misteri di Silvestro e Titti - serie TV, 1 episodio (1997)
- A Bug's Life - Megaminimondo (1998)
- Topolino e la magia del Natale (1999)
- Mickey Mouse Works - serie TV, 25 episodi (1999-2000)
- House of Mouse - Il Topoclub - serie TV, 52 episodi (2001-2003)
- Il bianco Natale di Topolino - È festa in casa Disney (2001)
- Cenerentola II - Quando i sogni diventano realtà (2001)
- Topolino & i cattivi Disney (2002)
- Kingdom Hearts - videogioco (2002)
- Le avventure di Piggley Winks - serie TV, 53 episodi (2003-2006)
- Kim Possible - serie TV, 1 episodio (2003)
- Topolino, Paperino, Pippo: I tre moschettieri (2004)
- Topolino strepitoso Natale! (2004)
- Kingdom Hearts 2 - videogioco (2005)
- Red e Toby nemiciamici 2 (2006)
- La casa di Topolino - serie TV, 126 episodi (2006-2016)
- Cenerentola - Il gioco del destino (2007)
- Kingdom Hearts: Chain of Memories - videogioco (2007)
- I Simpson - Il film (2007)
- Kingdom Hearts 358/2 Days - videogioco (2009)
- Topolino - serie TV (2013-2019)
- Topolino e gli amici del rally - serie TV (2017-2019)